# Mudroňovo
Mudroňovo (ungarisch Újpuszta) ist eine Gemeinde im Südwesten der Slowakei mit 124 Einwohnern (Stand 31. Dezember 2024). Sie liegt im Okres Komárno, einem Teil des Nitriansky kraj.

## Geographie

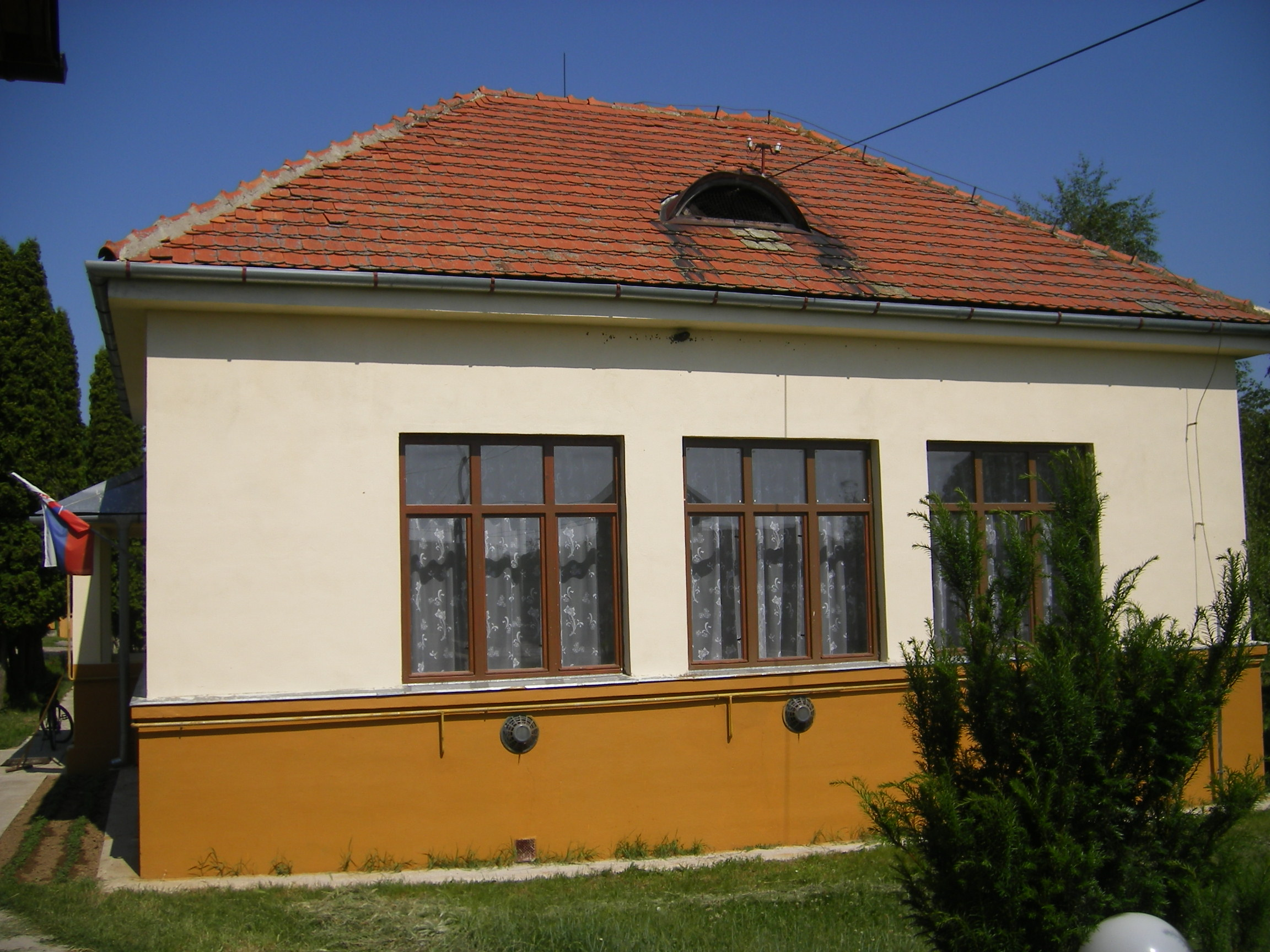
Gemeindehaus von Mudroňovo

Die Gemeinde befindet sich im slowakischen Donautiefland, am Rande einer von dessen Untereinheiten, des Hügellands Pohronská pahorkatina. Das Ortszentrum liegt auf einer Höhe von 150 m n.m. und ist 20 Kilometer von Komárno entfernt.
Nachbargemeinden sind Modrany im Norden und Osten, Šrobárová im Süden, Marcelová im Westen und Svätý Peter im Nordwesten.

## Geschichte

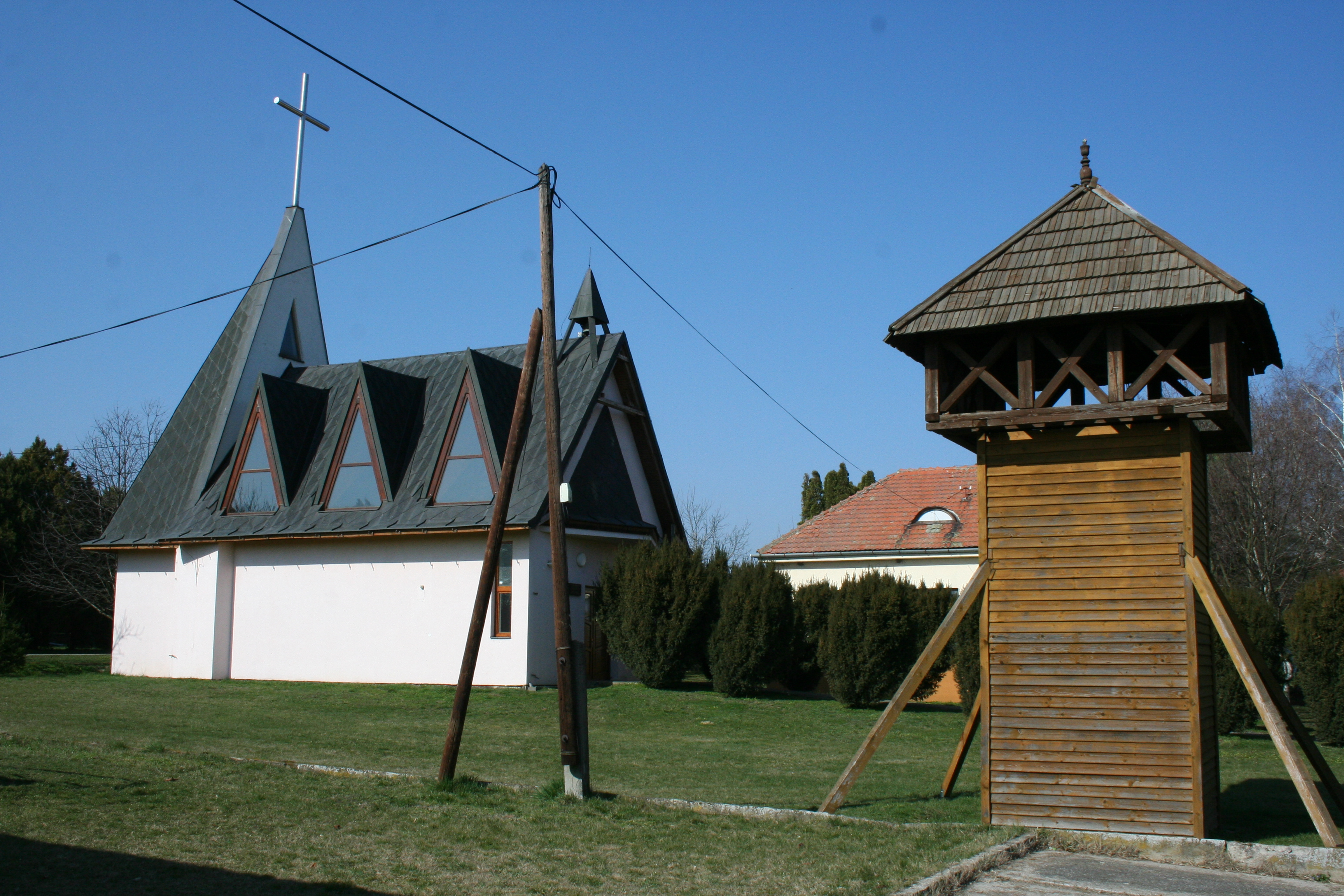
Kirche und Glockenturm

Die heutige Gemeinde entstand 1921 auf parzellierten Grundstücken der Nachbargemeinde Modrany und durch Ausgliederung aus dieser Gemeinde und wurde von slowakischen Siedlern besiedelt. Infolge des Ersten Wiener Schiedsspruchs war die Gemeinde zwischen 1938 und 1945 Teil von Ungarn und darüber hinaus bis 1951 erneut Teil der Gemeinde Modrany (1938–1945 offiziell ungarisch Madar). Die 1938 ausgewiesenen slowakischen Siedler kehrten nach 1945 wieder zurück.

## Bevölkerung
| Jahr                | 1994 | 2004     | 2014     | 2024    |
| ------------------- | ---- | -------- | -------- | ------- |
| Anzahl der Personen | 89   | 110      | 130      | 124     |
| Unterschied         |      | +23,59 % | +18,18 % | −4,61 % |

| Jahr                | 2023 | 2024    |
| ------------------- | ---- | ------- |
| Anzahl der Personen | 123  | 124     |
| Unterschied         |      | +0,81 % |

Gemäß der Volkszählung 2011 wohnten in Mudroňovo 122 Einwohner, davon 91 Slowaken, sieben Magyaren, vier Tschechen und drei Bulgaren. 17 Einwohner machten keine Angabe zur Ethnie.
45 Einwohner bekannten sich zur römisch-katholischen Kirche und 40 Einwohner zur Evangelischen Kirche A. B. 13 Einwohner waren konfessionslos und bei 24 Einwohnern wurde die Konfession nicht ermittelt.

## Söhne und Töchter der Gemeinde
- Jenő Ghyczy (1893–1982), ungarischer Diplomat, Politiker und Außenminister